# Marie Françoise Ouedraogo

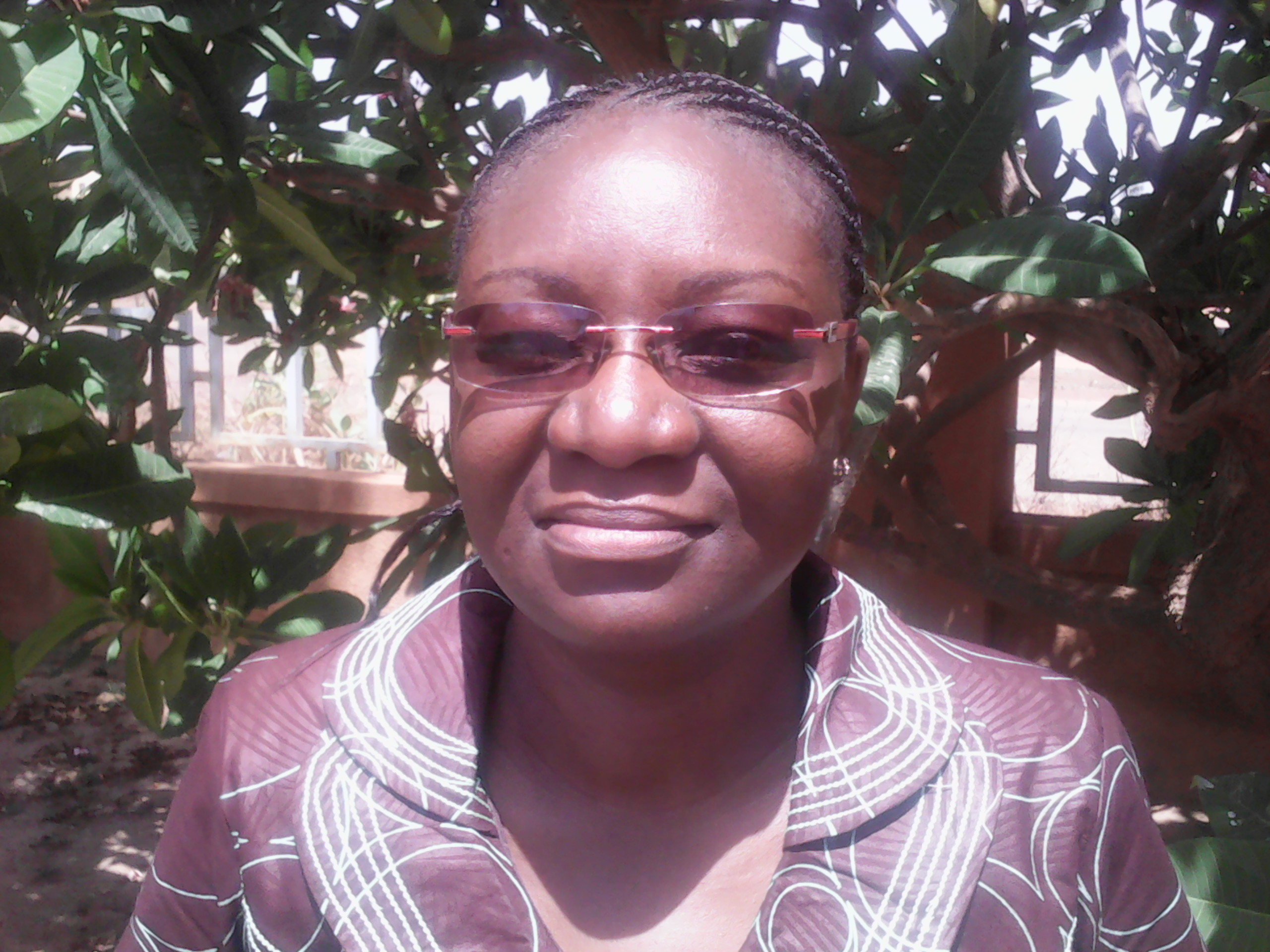
Françoise Ouedraogo, 2016

Marie Françoise Ouedraogo (* 3. Dezember 1967 in Burkina Faso) ist eine burkinische Mathematikerin, Hochschullehrerin und Politikerin. Sie ist die erste Burkinabé-Frau, die in Mathematik promovierte.

## Leben und Werk
Ouedraogo besuchte das Lycée Municipale Vénégré in Ouagadougou. Sie studierte dann an der Universität Ouagadougou, wo sie 1999 bei Akry Koulibaly ihre erste Dissertation (französisch doctorat de 3e cycle) anfertigte zum Thema „Sur les Superalgèbres Triples de Lie“.
Von 2005 bis 2008 war sie die ständige Sekretärin der National Policy of Good Governance von Burkina Faso, um die Umsetzung des Plans der nationalen Politik für gute Regierungsführung von 2005 zu überwachen, zu bewerten und zu fördern. Sie setzte sich dafür ein, insbesondere im Bereich des öffentlichen Verkehrs Formen der Korruption zu beenden.
2009 promovierte sie an der Universität Clermont-Ferrand in Frankreich bei Sylvie Paycha mit der Dissertation „Extension of the canonical trace and associated determinants“. Anschließend wurde sie als Assistenzprofessorin an die Universität von Ouagadougou berufen, wo sie am Mathematik-Institut unterrichtet. Sie beschäftigt sich in ihrer Forschung mit Pseudodifferenzoperatoren und Superalgebren.
2009 wurde sie Präsidentin der 1986 gegründeten Kommission der Afrikanischen Mathematischen Union für Frauen in der Mathematik in Afrika. 2013 wurde sie zur Präsidentin der neu gegründeten African Women in Mathematics Association gewählt. 2014 hielt sie auf dem ICWM-Forum einen Vortrag zum Thema Mathematik und Frauen  und 2016 war sie im wissenschaftlichen Komitee des ersten Treffen des tunesischen Frauenmathematikerverbandes.

## Veröffentlichungen (Auswahl)
- A symmetrized canonical determinant on odd-class pseudodifferential operators, Geometric and topological methods for quantum field theory, S. 381–393, Cambridge Univ. Press, Cambridge, 2010.
- mit Catherine Ducourtioux: Uniqueness of traces on log-polyhomogeneous pseudodifferential operators. Journal of the Australian Mathematical Society 90, No. 2, 2011, S. 171–181.
- mit Sylvie Paycha: The multiplicative anomaly for determinants revisited; locality. Communications in Mathematical Analysis 12, no 1,2012, S. 28–63.
- mit Akry Koulibaly: Supersystèmes triples de Lie associés aux superalgèbres de Malcev. Afrika Matematica (3) 14, 2002, S. 19–30.
- Super-représentations faibles de superalgèbres de Malcev. Afrika Matematica (3) 14, 2002, S. 5–17.